# Karma and Effect
Karma & Effect är post-grungebandet Seethers tredje studioalbum. Karma & Effect släpptes 24 maj 2005.

## Låtlista
1. "Because of Me" – 3:36
2. "Remedy" – 3:27
3. "Truth" – 3:50
4. "The Gift"  – 5:34
5. "Burrito" – 3:51
6. "Given" – 3:46
7. "Never Leave" – 4:59
8. "World Falls Away" – 4:40
9. "Tongue" – 4:05
10. "I'm the One" – 2:48
11. "Simplest Mistake" – 5:28
12. "Diseased" – 3:40
13. "Plastic Man" – 3:53
14. "Kom Saam Met My" - 2:18 (Dolt spår)